# Bakongo

Ethnische Karte Angolas, Siedlungsgebiet der Bakongo ist beige gekennzeichnet

Die Bakongo (Plural, auch Kongo, Singular Mukongo) sind eine bantusprachige ethnische Gruppe im Mündungsgebiet des Flusses Kongo in Zentralafrika, vor allem in der Demokratischen Republik Kongo (Kongo-Kinshasa), der Republik Kongo (Kongo-Brazzaville) und den angrenzenden Gebieten Angolas (Provinz Zaire und Provinz Uíge) einschließlich Cabinda und Gabuns. Ihre Gesamtzahl beträgt über 5 Millionen Menschen.

## Sprachen
Ein Großteil der Bakongo spricht die Sprache Kikongo in teils sehr unterschiedlichen Dialekten. Nach 1960 wurde im damaligen Zaire ein Standard-Kikongo als Schriftsprache entwickelt, es wird in den Grundschulen einiger Provinzen gelehrt und Mono Kotuba genannt. 1992 gab es etwa 3,2 Millionen Sprecher des Kikongo in allen drei Ländern. In der Republik Kongo machen sie 46 % der Bevölkerung aus. Ein wachsender Teil der Bakongo spricht als Zweitsprache, oft auch als Erstsprache, das Lingála, das sich seit der Mitte des 20. Jahrhunderts von Kinshasa aus als Verkehrssprache verbreitet hat.

## Religion und Gesellschaft
Die Gesellschaft der Bakongo ist traditionell monogam und matrilinear in 12 Clans gegliedert. Heute machen sich patriarchalische Einflüsse aus Europa bemerkbar. Ihre traditionelle Religion kennt zwei Welten, die materielle und die spirituelle, die sich an gewissen Punkten überschneiden und zwischen denen die Ahnen vermitteln. Initiationsriten spielen eine große Rolle; es gab eine elaborierte Grabkultur mit großen Gräbern aus Holz oder Stein. Heute sind die Bakongo fast zur Gänze Christen in verschiedenen Ausprägungen. Die Zugehörigkeit zur katholischen Kirche überwiegt; daneben sind vor allem im angolanischen Teil die Baptisten stark vertreten. In der Demokratischen Republik Kongo hat sich schon zur Kolonialzeit um 1920 die synkretistische Kirche der sog. Kimbanguisten gebildet, die inzwischen auch in der Republik Kongo und in Angola Anhänger hat. In den letzten Jahrzehnten des 20. Jahrhunderts ist es unter den Bakongo zur Gründung einer Vielzahl von Erweckungskirchen gekommen.
Ursprünglich betrieben die Bakongo vor allem Landwirtschaft als Waldpflanzer und Ackerbauern. Heute produzieren sie Maniok, Bohnen, Süßkartoffeln, Sesam für den Eigenbedarf und Bananen, Kaffee, Kakao, Mais, Erdnüsse, Palmöl usw. vor allem für die großen Ballungsräume von Brazzaville, Kinshasa und Luanda. Die Ernährungs- und Gesundheitssituation auf dem Lande ist schlecht. Inzwischen ist mehr als die Hälfte zu Stadtbewohnern geworden und geht den verschiedensten Berufen nach, insbesondere dem Handel.

## Geschichte
Die wohl im 3. Jahrhundert aus dem Süden zugewanderten Bakongo, die sich zwischen dem heutigen Kinshasa und Matadi ansiedelten und ihre Nachbarvölker wie Bambata, Mayumbe, Basolongo, Kakongo, Basundi und Babuende nach und nach unterwarfen und assimilierte, waren das Hauptvolk des ehemaligen afrikanischen Bantureichs Kongo, das im Nordwesten des heutigen Angola vom frühen Mittelalter bis ins 17. Jahrhundert existierte. Dessen Hauptstadt war M’banza Kongo. 1483 kam es zum ersten Kontakt zwischen Portugiesen und Bakongo unter ihrem König Nzinga Kuwu, der sich von christlichen Missionaren als João I. taufen ließ. Auf ihn folgte sein von christlichen Missionaren erzogener Sohn Nzinga Mbemba (ca. 1456–1543) als König Afonso I., der seinen Hof nach portugiesischem Vorbild organisierte und mit König Manuel I. von Portugal in portugiesischer Sprache korrespondierte. Junge Bakongo wurden nach Portugal zum Studium geschickt, einer von ihnen wurde 1518 sogar Titularbischof von Utica. Afonso ging bei den Nachbarvölkern auf Sklavenjagd; zehntausende von Sklaven wurden im Austausch gegen Waffen und andere Güter an die Portugiesen übergeben, die sie auf den Zuckerrohrplantagen auf São Tomé und in Brasilien einsetzten. Als die Menschenjagd nicht mehr ergiebig genug war, arbeiteten die Portugiesen mit Sklavenjägern anderer Völker zusammen und ermunterten sie, auch Bakongo einzufangen. Zum Eklat kam es, als der portugiesische Gouverneur im Jahr 1526 Jugendliche, die in Portugal eine Schule besuchen sollten, darunter einige Familienangehörige Afonsos, zurückhielt und als Sklaven verkaufte. Afonso versuchte daraufhin andere Waren als Ersatz für Sklaven anzubieten. Dieser Wunsch wurde vom portugiesischen König João III. „dem Frommen“ abgelehnt. Afonso vertrieb die Portugiesen, verlor aber an Ansehen und Macht. Sein Reich wurde vielfach fraktioniert und verlor seine Bedeutung. Endgültig zerschlagen wurde das Kongoreich 1665 in der Schlacht von Ambuila.
1885 wurden die Bakongo durch die Berliner Kongokonferenz endgültig kolonisiert; das längst nicht mehr existierende Reich wurde zwischen Frankreich, Belgien und Portugal aufgeteilt, doch blieb ein relativ homogener Kulturraum über die Grenzen der Kolonien hinweg bestehen. Die religiöse Bewegung der Kimbanguisten wurde zu einer Quelle der antikolonialen Bewegung im 20. Jahrhundert.
In den 1940er und 1950er Jahren erfuhr das Siedlungsgebiet der Bakongo am unteren Kongo durch den Aufschwung der Hauptstadt Léopoldville eine starke Zuwanderung anderer Ethnien. Für die Identität und Dominanz der Bakongo kämpfte die 1950 gegründete Association des Bakongo pour l'Unification, l'Expansion et de la Défense de la Langue Kikongo (ABAKO), die seit 1955 von Joseph Kasavubu geführt wurde. Nach der Unabhängigkeit trat die ABAKO für einen dezentralen Staat ein und trug zum Sturz Patrice Lumumbas bei.
Während des Unabhängigkeitskrieges in Angola unterstützten die Bakongo dort zumeist die anti-koloniale Bewegung FNLA und den von dieser mit organisierten Aufstand von 1961. Als dieser von Portugal niedergeschlagen wurde, flohen sie zu Hunderttausenden in die Demokratische Republik Kongo. Nach der Unabhängigkeit strömten sie mehrheitlich nach Angola zurück, jedoch vielfach nicht in ihre Ursprungsgebiete, sondern nach Luanda und andere angolanische Städte, in denen sie oft Integrationsprobleme hatten. Im Bürgerkrieg in Angola unterstützten sie anfangs die FNLA, später teilweise deren Konkurrenzbewegung UNITA, gegen die regierende Bewegung MPLA. Nach der Einführung des Mehrparteiensystems in Angola versuchte die FNLA vergeblich, zum politischen Vertreter der Bakongo zu werden; bei den beiden bisherigen Parlamentswahlen erhielt sie nur einen geringen, zuletzt geradezu unbedeutenden Anteil der Stimmen. Gleichzeitig entstanden unter den Bakongo Dutzende partikularistischer Parteien, von denen jedoch keine nennenswerten Bedeutung gewann.